# صن ريكوردز

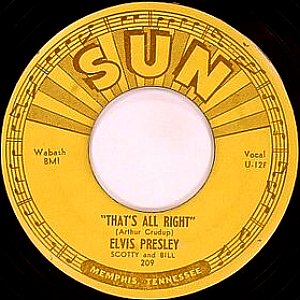
أغنية "ذاتس أول رايت" لمغني الروك إلفيس بريسلي من إنتاج صن، وكانت من أولى نجاحاته

صن ريكوردز هي شركة تسجيل أمريكية مستقلة أسسها سام فيليبس في ممفيس، تينيسي عام 1950. وكانت أول شركة تسجل أغاني إلفيس بريسلي وروي أوربيسون وجيري لي لويس وجوني كاش.

## التاريخ
افتتح سام فيليبس استوديو التسجيل الخاص به في عام 1950 في 706 شارع يونيون في ممفيس.  اكتشف هناك لأول مرة موسيقيين مؤثرين مثل إلفيس بريسلي وكارل بيركنز وروي أوربيسون وجيري لي لويس وجوني كاش. تم بيع عقد تسجيل بريسلي لاحقا إلى شركة آر سي أيه مقابل 35,000 دولار في عام 1955 للتخفيف من الصعوبات المالية التي واجهتها صن. ركزت صن في البداية وبشكل أساسي على الموسيقيين الأمريكيين السود لأن فيليبس أحب موسيقى الريذم اند بلوز وأراد أن يجلبها للجمهور الأبيض. اكتشف المنتج والمهندس في الشركة جاك كليمنت الفنان الشاب جيري لي لويس بينما كان فيليبس في رحلة إلى فلوريدا. تم تصميم شعار الشركة الأصلي بواسطة جون غايل باركر الابن، وهو من مواطني ممفيس وزميل فيليبس في الثانوية.
تأسست صن بمساعدة مالية من جيم بوليت، وهو أحد المدراء التنفيذيين الذين كان عمل معهم فيليبس واكتشف لهم المواهب قبل عام 1952.
ومن الفنانين الآخرين الذين سجلوا مع العلامة روسكو غوردون، روفس توماس (والذي سجل منفردا وكذلك مع ابنته كارلا توماس)، ليتل ميلتون، تكس فايس، تشارلي ريتش، هاولين وولف، بيل جاستيس، كونواي تويتي (الذي استخدم وقتها اسمه الحقيقي، هارولد جنكينز)، باربارا بيتمان والآخوات ميلر.
في عام 1969، اشترى المنتج شيلبي سينغلتون من ميركوري ريكوردز علامة صن من شركة فيليبس. ودمج سينغلتون عملياته في شركة صن العالمية التي أعادت إصدار وتجميع مجموعات فناني صن الأوائل في بداية السبعينيات. وقدمت لاحقا مغني الروكابيلي جيمي «أوريون» إليس في عام 1979، الذي اقتبس شخصية ألفيس بريسلي.
لا تزال الشركة تعمل اليوم باسم في شركة صن إنترتينمنت، وترخص حاليًا علامتها التجارية وتسجيلاتها الكلاسيكية (التي ظهر العديد منها في مجموعات الأقراص المدمجة) إلى الشركات المستقلة المهتمة بتجميع الأغاني. كما تتضمن أيضًا علامات إس إس إس، بلانتيشن، أمازون، ريد بيرد، بلو كات وغيرها من العلامات التي استحوذت عليها الشركة على مر السنين. ويبيع موقعها الإلكتروني مواد لهواة جمع الأغراض وأقراص سي دي تحمل شعار صن الأصلي في الخمسينات.
تخصصت صن ريكوردز في إعادة إصدار الأغاني في سبعينات القرن العشرين، ولكنها وقعت مع مغنية الكانتري جولي روبرتس بعقد تسجيل في عام 2013.
ساهمت موسيقى فناني صن ريكوردز على وضع جزء من أساس موسيقى الروك أند رول في أواخر القرن العشرين وأثرت على العديد من الموسيقيين الشباب مثل البيتلز. في عام 2001، ظهر بول ماكارتني في ألبوم تجميعي بعنوان Good Rockin 'Tonight: The Legacy of Sun Records. هناك مسرحية موسيقية بعنوان «رباعي المليون دولار» أنتجت عام 2008 وهي مبنية على الصورة الشهيرة التي تجمع كارل بيركنز وجوني كاش وجيري لي لويس وهم متجمعون جول إلفيس بريسلي وهو يعزف على البيانو، حيث انضم الأربعة وقتها في تسجيل مرتجل في غرفة التسجيل في صن في 4 ديسمبر 1956.
تم عرض مسلسل تلفزيوني حول الشركة من ثمان حلقات على قناة CMT من فبراير إلى أبريل 2017.

## وصلات خارجية
- Chronology, session files, discography (1950–1959)